# Stelis velutina
Stelis velutina är en orkidéart som beskrevs av John Lindley. Stelis velutina ingår i släktet Stelis och familjen orkidéer. Inga underarter finns listade i Catalogue of Life.